# Can Cartró
Can Cartró es una cima de la cordillera Litoral Catalana. Situada a 338 m sobre el nivel del mar, Can Catró es la montaña más alta de San Baudilio de Llobregat y el punto más alto de su término municipal.  
En la cima de la montaña, hasta 1915, existió el Pi de Can Cartró. Este majestuoso pino piñonero desapareció en 1915 y, según las crónicas de principios del siglo XX, hacía de referencia de los marineros que llegaban al puerto de Barcelona. En 1956, miembros de la Unió Excursionista de Catalunya levantaron la Creu de Can Cartró.
En octubre de 2010, Òmnium Cultural en San Baudilio plantó un pino piñonero en su cima para recordar el Pi de Can Cartró.
- Datos: Q5746228